# 外屏七
外屏七 (α Psc / 双鱼座α) 是双鱼座的一颗恒星，俗名Alrescha (Al Rescha, Alrischa, Alrisha)，源于阿拉伯语 الرشآء al-rišā’，意为“井绳”。还有一些不常用的名字如Kaitain 以及Okda，后者源于阿拉伯语عقدة ‘uqdah "绳结"。
外屏七是一个双星系统，由目前相距1.8"的两颗恒星组成。主星视星等为+4.33，光谱型为A0p，伴星视星等为+5.23，光谱型为A3m。二者绕行周期超过700年，到2060年左右它们相距最近。它们中有一颗或者两颗都可能是分光双星。主星和伴星的质量分别为2.3和1.8个太阳质量，总光度分别为31和12倍太阳光度。